# Оврамівсько-Івашківський заказник

«Оврамівсько-Івашківський» — ботанічний заказник місцевого значення. Заказник розташований на території Броварського району Київської області, Русанівська сільська рада, займає площу 19 га. 
Оголошений рішенням 16 сесії XXI скликання Київської обласної ради народних депутатів від 10 березня 1994 року. 
У заказнику переважають липово-кленово-дубові ліси. Це сформовані насадження, в деревостані яких переважає дуб. До нього на
деяких ділянках на першому ярусі домішується ясен. Майже на всій площі добре виявлений підлісок з ліщини, поодиноко трапляється бруслина європейська. У трав’яному покриві на більшій частині переважають яглиця звичайна, зірочник лісовий, на погорбованих ділянках – осока волосиста. Флористичне ядро утворюють типові неморальні види. Особливу наукову цінність має тут місцезростання лілії лісової, занесеної до Червоної книги України. 
Із птахів в заказнику мешкають дрібні співочі птахи, такі як зяблик, синиця велика, щеврик лісовий, соловейко східний, дрізд співочий, дрізд чорний, вівчарик жовтобровий, із ссавців – сарна європейська та кабан.